# Bolzanova–Weierstrassova věta
Bolzanova–Weierstrassova věta je základní matematické tvrzení o konvergenci posloupností v konečném euklidovském prostoru {\displaystyle \mathbb {R} ^{n}}. Věta říká, že každá nekonečná omezená posloupnost v {\displaystyle \mathbb {R} ^{n}} obsahuje konvergentní vybranou posloupnost. (Jinými slovy lze z každé omezené posloupnosti čísel nebo konečněrozměrných vektorů vybrat posloupnost, která konverguje k nějakému pevnému číslu nebo vektoru.) Ekvivalentní formulace říká, že podmnožina {\displaystyle \mathbb {R} ^{n}} je sekvenčně kompaktní právě tehdy, když je uzavřená a omezená. Tvrzení se proto někdy nazývá věta o sekvenční kompaktnosti.
Bolzanova–Weierstrassova věta je pojmenována po matematicích Bernardu Bolzanovi a Karlu Weierstrassovi. Poprvé ji dokázal český teolog a matematik Bolzano v roce 1817 jako lemma v rámci důkazu věty o střední hodnotě. O zhruba padesát let později byl výsledek rozpoznán jako významný sám o sobě a německý matematik Weierstrass jej dokázal znovu. Od té doby se stal základní větou matematické analýzy.

## Důkaz
Nejprve dokážeme větu pro {\displaystyle \mathbb {R} ^{1}} (množinu všech reálných čísel), přičemž využijeme fakt, že {\displaystyle \mathbb {R} ^{1}} je uspořádaná množina (čísla lze seřadit podle velikosti). Pak tvrzení zobecníme na vyšší rozměry.
Lemma: Z každé nekonečné posloupnosti {\displaystyle (x_{n})} v {\displaystyle \mathbb {R} ^{1}} lze vybrat monotónní (tj. buď neklesající anebo nerostoucí) posloupnost.
Důkaz: Označme kladný celočíselný index {\displaystyle n} sekvence jako vrchol sekvence, pokud {\displaystyle x_{m}\leq x_{n}} pro každé {\displaystyle m>n} (tj. všechny členy následující po vrcholu jsou menší nebo rovny členu s indexem vrcholu). Předpokládejme nejprve, že posloupnost má nekonečně mnoho vrcholů, což znamená, že existuje vybraná posloupnost těchto vrcholů {\displaystyle n_{1}<n_{2}<n_{3}<\dots <n_{j}<\dots } s hodnotami {\displaystyle x_{n_{1}}\geq x_{n_{2}}\geq x_{n_{3}}\geq \dots \geq x_{n_{j}}\geq \dots } . Takže nekonečná posloupnost {\displaystyle (x_{n})} v {\displaystyle \mathbb {R} ^{1}} obsahuje nerostoucí, a tedy monotónní posloupnost. Pokud naopak vrcholů je nanejvýš konečně mnoho, tak existuje {\displaystyle N} jako nejvyšší vrchol (není-li v posloupnosti vůbec žádný vrchol, položíme {\displaystyle N} rovno jedné) a budeme vytvářet vybranou posloupností {\displaystyle (x_{n_{j}})}, kde {\displaystyle n_{1}=N+1}. Jelikož {\displaystyle n_{1}} není vrchol (protože {\displaystyle n_{1}} následuje po nejvyšším vrcholu), tak musí existovat {\displaystyle n_{2}} tak, že {\displaystyle n_{1}<n_{2}} a {\displaystyle x_{n_{1}}\leq x_{n_{2}}}. Ani {\displaystyle n_{2}} není ze stejného důvodu vrchol, proto existuje {\displaystyle n_{3}}, kde {\displaystyle n_{2}<n_{3}} s {\displaystyle x_{n_{2}}\leq x_{n_{3}}}. Opakování tohoto procesu vede k nekonečné neklesající posloupnosti {\displaystyle x_{n_{1}}\leq x_{n_{2}}\leq x_{n_{3}}\leq \ldots } To dokazuje, že z každé nekonečné posloupnosti {\displaystyle (x_{n})} v {\displaystyle \mathbb {R} ^{1}} lze vybrat monotónní posloupnost. Tím je lemma dokázáno.
Pokud jsme vybírali z omezené posloupnosti, je vybraná monotónní posloupnost rovněž omezená. Z věty o monotónní konvergenci pak vyplývá, že tato monotónní posloupnost konverguje. Tím jsme Bolzanovu–Weierstrassovu větu dokázali pro {\displaystyle \mathbb {R} ^{1}}.
Obecný případ {\displaystyle \mathbb {R} ^{n}} lze redukovat na {\displaystyle \mathbb {R} ^{1}} takto: Nechť je dána omezená posloupnost v {\displaystyle \mathbb {R} ^{n}}. Posloupnost prvních souřadnic je omezená reálná posloupnost, má tedy konvergentní podposloupnost. Z té pak lze vybrat posloupnost, na které konverguje druhá souřadnice, a tak dále, dokud nakonec nevybereme posloupnost, na které konverguje všech {\displaystyle n} souřadnic — což je stále posloupnost vybraná z původní posloupnosti. Tím je důkaz dokončen.